# Love and Monsters
Love and Monsters (Amor y monstruos en Hispanoamérica y De amor y monstruos en España) es una película estadounidense de monstruos y aventura dirigida por Michael Matthews. Sigue a un joven sobreviviente de un apocalipsis que emprende un viaje para reunirse con su novia. Es protagonizada por Dylan O'Brien, Jessica Henwick, Dan Ewing, Michael Rooker y Ariana Greenblatt. Fue lanzada el 16 de octubre de 2020 simultáneamente en vídeo bajo demanda y algunos cines bajo la distribución de Paramount Pictures.
La película tuvo buena respuesta por parte de la crítica, quienes alabaron la carga emocional, creatividad de la historia y la actuación de O'Brien. En el sitio Rotten Tomatoes tuvo una aprobación del 91%, mientras que en Metacritic sumó 59 puntos de 100. Love and Monsters fue nominada al Óscar a los mejores efectos visuales en 2021.

## Argumento
La destrucción de un asteroide que se dirige a la Tierra libera consecuencias, lo que hace que los animales de sangre fría se transformen en grandes monstruos y maten a la mayor parte de la humanidad.  Durante la evacuación de Fairfield, Joel Dawson se separa de su novia Aimee pero promete encontrarla, poco antes de que sus padres sean asesinados por monstruos.
Siete años después, Joel vive en uno de los muchos búnkeres subterráneos llamados "colonias", donde todos los demás sobrevivientes se han emparejado románticamente mientras luchan contra monstruos y buscan suministros. En cambio, Joel se queda atrás en la cocina, ya que se congela en situaciones peligrosas. Cuando una hormiga gigante invade su colonia y mata a uno de los sobrevivientes, Joel emprende una búsqueda para reunirse con Aimee para no terminar solo.
Al pasar por los suburbios, Joel es atacado por un monstruo sapo gigante, pero lo salva un perro callejero llamado "Boy", que sigue a Joel en su viaje y le advierte contra bayas venenosas y otros peligros. Joel cae en un nido de monstruos gusanos llamado "Sand-Gobblers", cuando dos sobrevivientes, Clyde Dutton y Minnow, lo rescatan. Se dirigen al norte hacia las montañas, donde viven menos monstruos debido al clima más frío y la elevación más alta. Le enseñan a Joel algunas habilidades básicas de supervivencia, y que no todos los monstruos son hostiles, demostrando cómo  "Siempre se nota en sus ojos". Invitan a Joel a unirse a ellos, pero él insiste en que debe encontrar a Aimee. Cuando se separan, Clyde le da a Joel una granada.
Continuando hacia el oeste, Boy queda atrapado por un monstruo ciempiés gigante. Joel se congela, pero finalmente salva a Boy con su ballesta. Refugiados en un motel abandonado, conocen a un robot llamado Mav1s. Antes de que se agote la batería, Mav1s enciende su radio el tiempo suficiente para comunicarse brevemente con Aimee. Ella le informa que otros sobrevivientes han llegado a su colonia, prometiendo llevarlos a un lugar seguro. Al día siguiente, Joel y Boy son atacados por una reina Sand-Gobbler. Se esconden, pero Boy ladra, revelando su posición. Joel mata a la reina con la granada y le grita a Boy por ponerlos en peligro, lo que hace que Boy se escape. Después de nadar a través de un estanque, Joel está cubierto de sanguijuelas venenosas y alucina, pero es rescatado antes de que se derrumbe.
Joel se despierta y finalmente ve a Aimee. Dirige una colonia en la playa de ancianos sobrevivientes que dependen de ella. Se le presenta a los sobrevivientes, así como a Brooks "Cap" Wilkinson, un capitán de barco y su tripulación. Mientras todos celebran su partida inminente, Aimee confiesa que está contenta de ver a Joel, pero se ha convertido en una persona diferente y todavía está de luto por alguien de quien estaba enamorada. Joel decide regresar a su colonia, los contacta por radio y se entera de que se ha vuelto inseguro y que ellos también deben irse. Cap le envía a Joel algunas bayas, que reconoce como venenosas. Al darse cuenta de que no se puede confiar en Cap, se apresura a advertir a Aimee, pero es dejado inconsciente.
Joel, Aimee y el resto de su colonia se despiertan amarrados en la playa. Cap revela que su grupo va a asaltar la colonia y que su yate es remolcado por un monstruo cangrejo controlado con una cadena electrificada. Cap hace que el cangrejo se alimente de los colonos, pero Joel y Aimee escapan y luchan por sus vidas, y Boy regresa para ayudarlos. Después de una larga batalla, Joel tiene la oportunidad de dispararle al cangrejo, pero se da cuenta de que no es hostil al mirarlo a los ojos. En cambio, Joel le dispara la cadena electrificada, liberando al cangrejo, quien deja a Joel ileso y en su lugar hunde el yate, devorando a Cap y su tripulación.
Joel recomienda que Aimee y su colonia se dirijan al norte. Comparten un beso de despedida y Aimee promete que lo encontrará. Joel camina de regreso a su colonia y ellos también deciden dirigirse a las montañas. En la radio, Joel inspira a otras colonias a salir a la superficie. Mientras las colonias se dirigen al norte, Clyde y Minnow, ya en las montañas, se preguntan si Joel sobrevivirá al próximo viaje.

## Reparto
- Dylan O'Brien como Joel Dawson
- Jessica Henwick como Aimee
- Michael Rooker como Clyde Dutton
- Dan Ewing como Cap
- Ariana Greenblatt como Minnow
- Ellen Hollman como Dana
- Tre Hale como Rocko
- Pacharo Mzembe como Ray
- Senie Priti como Karen
- Amali Golden como Ava
- Melanie Zanetti como Mav1s (voz)
- Donnie Baxter como Parker
- Andrew Buchanan como Sr. Dawson

## Producción
En junio de 2012, Paramount Pictures anunció que se encontraba desarrollando una película titulada Monster Problems, con un guion de Brian Duffield y bajo la producción de Shawn Levy. En octubre de 2018, Michael Matthews fue contratado para dirigirla, mientras que Dylan O'Brien fue anunciado como protagonista. En marzo de 2019, Michael Rooker y Ariana Greenblatt se incorporaron al elenco, seguidos por Jessica Henwick y Dan Ewing en abril del mismo año.
El rodaje inició el 25 de marzo de 2019 en la ciudad de Gold Coast, al este de Australia, y concluyó en mayo del mismo año.

## Estreno
Love and Monsters tenía previsto estrenarse el 6 de marzo de 2020, pero luego fue retrasada al 17 de abril del mismo año por problemas con la producción. Posteriormente, fue retrasada al 12 de febrero de 2021 a causa de la pandemia de COVID-19. Sin embargo, Paramount Pictures anunció que sería lanzada en vídeo bajo demanda el 16 de octubre de 2020 y que tendría un estreno simultáneo en 387 cines.

## Recepción

### Recibimiento comercial
Love and Monsters recaudó 1 070 714 USD en taquilla.
En su primer fin de semana, Love and Monsters fue la película más rentada en FandangoNow y Apple TV, y se mantuvo entre las cinco más rentadas en las dos semanas posteriores.

### Comentarios de la crítica
Love and Monsters recibió buenos comentarios por parte de la crítica. En el sitio web Rotten Tomatoes tuvo un índice de aprobación del 91% basado en 70 reseñas profesionales, con lo que recibió el certificado de «fresco». El consenso del sitio fue: «Liderada por una encantadora actuación de Dylan O'Brien, Love and Monsters se sumerge en el apocalipsis y encuentra una aventura de acción con una sorprendente profundidad emocional». En el sitio web Metacritic sumó 59 puntos de 100 basado en 11 reseñas profesionales, denotando «críticas mixtas o promedio».
John DeFore de The Hollywood Reporter la describió como «una aventura divertida a través del apocalipsis» y expresó que su final es «satisfactorio y creativo». Jessica Kiang de la revista Variety alabó la banda sonora, el diseño de los monstruos y la comedia, además de expresar que «una secuela parece bastante necesaria». David Ehrlich de IndieWire dijo que «Love and Monsters es el tipo de película que es difícil de encontrar hoy día: una aventura divertida, original y entretenida hecha por un gran estudio con dinero» y añadió que «es una pena, aunque entendible, que la película no vaya a tener la oportunidad de ser proyectada en los cines alrededor del mundo, pero deberíamos estar felices de que algunos por ahí reconocerán que puedes crear un irresistible universo cinemático desde el comienzo sin necesidad de quebrar al banco y meterlo en una película de dos horas que al final la gente preferirá que hubiera sido una serie de ocho episodios». Noel Murray de Los Ángeles Times comentó que es «divertida y sorprendentemente entretenida para los problemas que presenta».
Nick Allen de RogerEbert.com la calificó con tres estrellas de cuatro y aseguró que «el carisma de Dylan O'Brien llega hasta el final en la fugaz pero divertida aventura del apocalipsis Love and Monsters, que tiene al actor navegando por una carrera de obstáculos de giros convenientes, personajes descaradamente lindos y bichos espeluznantes de tamaño mega». Lovia Gyarkye de The New York Times sostuvo que: «Love and Monsters carece de la seriedad de las típicas películas distópicas pero, a pesar de su título sorprendentemente superficial y su trama relativamente floja, no carece por completo de profundidad emocional. Además de las lecciones probadas y verdaderas que Joel aprende en el camino (el valor del amor, el coraje y la confianza), la película destaca la importancia de la documentación y el trabajo de archivo. Durante los últimos siete años y a lo largo de su viaje, Joel mantiene asiduamente un cuaderno de los monstruos que encuentra, creando dibujos detallados y anotando sus comportamientos. Este hábito no solo le salva la vida en más de una ocasión, sino que también juega con el metacomentario de la película sobre prestar atención, incluso si es el fin del mundo».

## Premios y nominaciones
| Año  | Premiación                   | Categoría                                  | Nominado(s)       | Resultado | Ref.   |
| ---- | ---------------------------- | ------------------------------------------ | ----------------- | --------- | ------ |
| 2021 | Critics' Choice Super Awards | Mejor Película de Ciencia Ficción/Fantasía | Love and Monsters | Nominado  | [ 21 ] |
| 2021 | Premios Óscar                | Mejores Efectos Visuales                   | Matt Sloan        | Nominado  | [ 1 ]  |